# British Sounds
British Sounds è un film documentario del 1969, il primo realizzato dal Gruppo Dziga Vertov (Jean-Luc Godard e Jean-Pierre Gorin) in collaborazione con Jean-Henri Roger, per la South London Weekend Television. L'emittente televisiva britannica si rifiuterà però di mandare in onda il documentario e ne metterà in onda solo qualche estratto il 2 gennaio 1970.

## Trama
(Commento fuori campo sulla prima inquadratura di British Sounds)
Si tratta di un documentario politico sulla condizione della classe operaia britannica alla fine degli anni sessanta. Il film inizia con una lunga carrellata (quasi otto minuti) che mostra la catena di montaggio della MG sport in una fabbrica d'auto della British Motor Corporation a Dagenham, con gli operai al lavoro. La scena ricorda il famoso e lunghissimo piano sequenza di Week End, che lo precede di solo due anni. Il commento della voce fuori campo legge estratti del Manifesto del partito comunista, poi una voce infantile riepiloga le date principali delle lotte operaie in Inghilterra.
Nella scena successiva una voce fuori campo femminile legge testi sulla condizione della donna, mentre viene inquadrata in maniera fissa un interno. Una donna nuda esce da una stanza e entra in un'altra, poi presumibilmente la stessa attrice viene inquadrata in piano ravvicinato sul ventre e sul pube, infine viene filmata mentre parla al telefono.
Viene poi inquadrato un uomo a mezzo busto che legge brani di discorsi politici anti-operai e poi di testi di documenti rivoluzionari di provenienza studentesca. La sequenza successiva riprende una riunione di sindacalisti trozkisti, poi dei giovani studenti in un interno dell'Essex che preparano manifesti politici e modificano in chiave rivoluzionaria le parole di alcune canzoni dei Beatles. Nello specifico al brano Hello Goodbye viene sostituito il testo originario con lo slogan: You Say U.S. And I Say Mao. Nell'epilogo, mani a pugno chiuso sfondano bandiere britanniche di carta dal retro verso la cinepresa.

## Critica
Invece di un'indagine sui gruppi minoritari della sinistra extraparlamentare inglese, come da commissione, il film mostra una ricerca di nuovi rapporti tra immagine e suono. Nell'assenza di soggetto e personaggi, il ruolo autoriale si dissolve nella disciplina totalizzante dell'economia politica, nell' “appello alla lotta”.
D'altro canto, ciò avviene con un procedere dialettico, che in continuazione pone in lotta “un'immagine contro un'altra immagine, un sonoro contro un altro sonoro". Proprio il suono è l'aspetto più interessante del film, che registra i rumori della catena di montaggio, le canzoni, i testi e i discorsi anticapitalisti, sintetizzati dalla formula dialettica “La lotta di classe è anche la lotta di un suono contro un'immagine”. D'altronde, già a partire da Les carabiniers, o addirittura dalle registrazioni in presa diretta di Opération béton, Godard aveva considerato l'autenticità del suono come aspetto irrinunciabile della verità cinematografica e, dal momento che la ricerca di un nuovo rapporto tra suono e immagine è anche una rappresentazione del rapporto tra lotta e sentimento, il film diventa la tappa di un'autocritica che appartiene più all'uomo Godard che al Gruppo Dziga Vertov.

## Gruppo Dziga Vertov
Il Gruppo Dziga Vertov trova origine nell'incontro tra Jean-Luc Godard, cineasta che a partire dal 1968 mette in discussione il proprio ruolo e pensa di passare all'azione politica e Jean-Pierre Gorin, militante politico, interessato al linguaggio cinematografico. British Sounds rappresenta il primo tentativo del collettivo di realizzare un'opera che rispettasse due esigenze: essere "espressione della militanza" e contemporaneamente agire sul piano linguistico e metalinguistico.
Godard e il vertoviano Jean-Henri Roger lavorano nel febbraio 1969 a Londra, Oxford, Essex e Dagenham. Poiché non ci sono gruppi organizzati maoisti, incontrano i trozkisti. La donna che cammina nuda nell'appartamento è Sheila Rowbotham, militante femminista che scrive sulla rivista Black Dwarf del movimento Women's Liberation in England.